# Boss Coffee
BOSS Coffee (ボス Bosu?) (o Café BOSS) es una marca de café japonés enlatado comercializado por la cervecera y destiladora japonesa Suntory en Japón.
El café enlatado nació en Japón en la década de 1950. Con el desarrollo de los supermercados, las tiendas de conveniencia y la generalización por las ciudades japonesas de máquinas expendedoras, el café en lata (缶コーヒー) se extendió rápidamente. La marca Café BOSS se creó en 1992 en Japón. Desde entonces, Café BOSS se ha convertido en una de las marcas de café enlatado más vendidas del mundo y una de las más reconocibles de Japón. Está creado usando el método tradicional japonés de preparación de café, conocido como flash-brew: los granos de café se preparan muy calientes para liberar aroma y posteriormente se enfrían en segundos para fijar el sabor. Los granos de café provienen principalmente de Brasil y Guatemala.

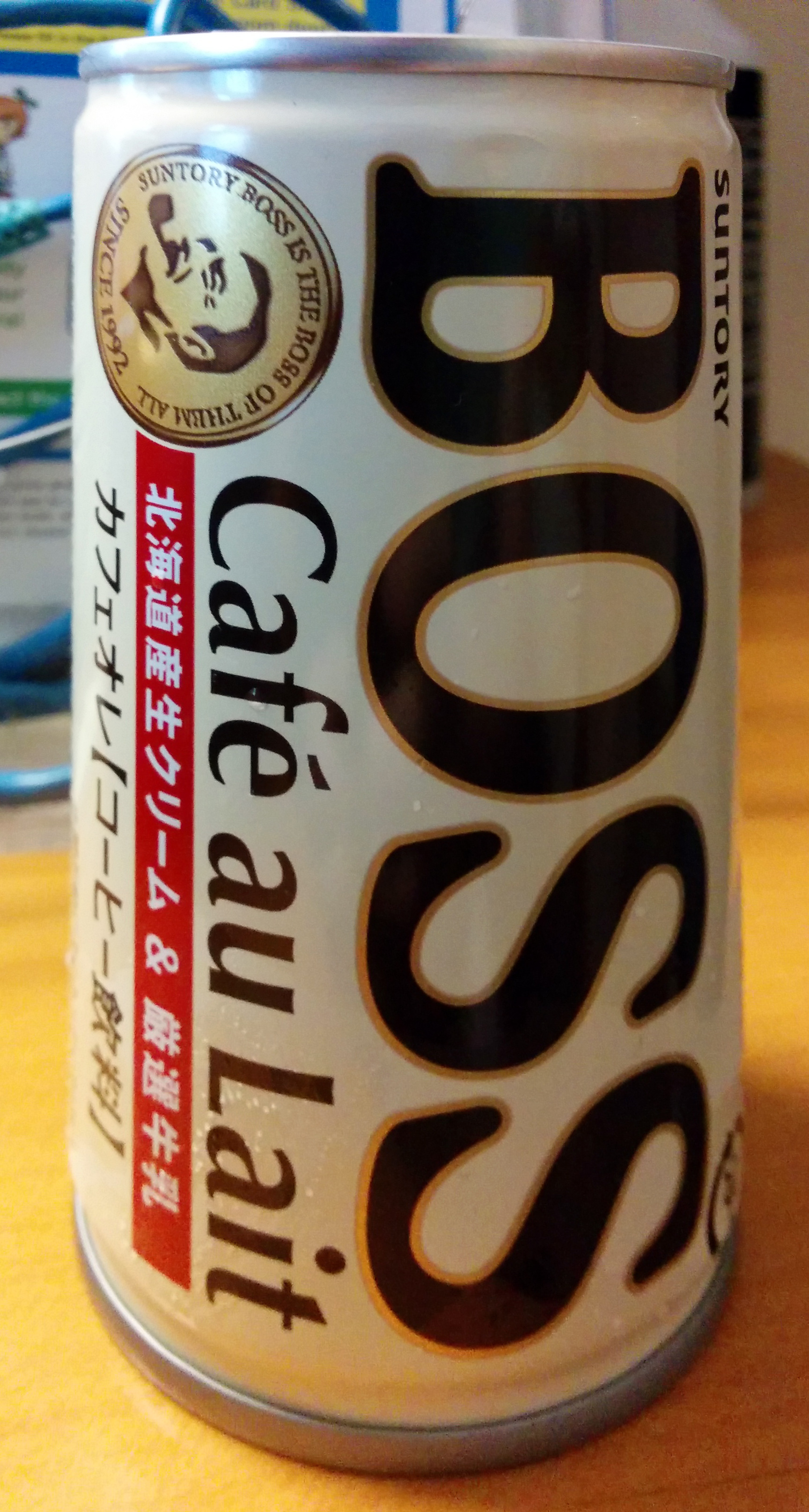
Lata de una de las variantes del Café BOSS

Café BOSS es famoso también por incluir en su logotipo una imagen del escritor estadounidense William Faulkner y haber sido promocionada durante años por el actor estadounidense Tommy Lee Jones.
La marca se ha extendido a Australia y Nueva Zelanda. La representación de Faulkner en el logo en estos países no incluye su pipa.

## Curiosidades
- Aparece en la película dirigida por Makoto Shinkai Your Name (2016).[9]
- Aparece en varios videojuegos de la saga Yakuza (Ryū ga Gotoku).[10]
- En 2020, Hiroshi Nohara, personaje del anime Crayon Shin-chan, protegonizó un corto publicitario de BOSS dirigido por el director de cine japonés Wataru Takahashi.[11]

- El personaje principal de la película Perfect Days, dirigida por Wim Wenders, toma uno cada mañana antes de ir a trabajar.